# ديفيد سوليفان (ممثل)
ديفيد سوليفان (بالإنجليزية: David Sullivan)‏ هو ممثل أمريكي، ولد في 29 أبريل 1977 في الولايات المتحدة.

## أعمال

### مسلسلات
- فلاكد

## وصلات خارجية
- ديفيد سوليفان على موقع IMDb (الإنجليزية)
- ديفيد سوليفان على موقع قاعدة بيانات الفيلم (الإنجليزية)